# Carl Ludvig Hafström
Carl Ludvig Hafström, född 1811, död 24 februari 1859, var skarprättare för Stockholm stad 1832-1859 och även verksam i Uppsala stad och Uppland.
Han efterträdde sin far (Carl Gustaf Hafström) på posten och var precis som denne från början snickare. Vid 21 års ålder axlade han ansvaret som skarprättare för Stockholms stad. Det sägs även att han när ersättningen inte räckte till fortsatte att fuska inom snickeribranschen. En gång när en landshövding utanför Stockholm (där Hafström inte hade något officiellt ansvar för att utföra avrättningar) påstås han ha förhandlat med följande mening;
Får icke jag, som måste åtföljas av en dräng, skjuts efter två hästar, får hr landshövdingen hugga själv, och då resa med de för hr landshövdingen anslagne 6 hästar
Hafström avrättade Erik Buhr den 10 november 1855 vid Stigeln, på gränsen mellan Våla och Bälinge härader. Han efterträddes på posten som skarprättare av Johan Fredrik Hjort.